# Emblyna completa
Emblyna completa is een spinnensoort in de taxonomische indeling van de kaardertjes (Dictynidae).
Het dier behoort tot het geslacht Emblyna. De wetenschappelijke naam van de soort werd voor het eerst geldig gepubliceerd in 1929 door Ralph Vary Chamberlin  & Willis J. Gertsch.